# Екстрасенсорне сприйняття

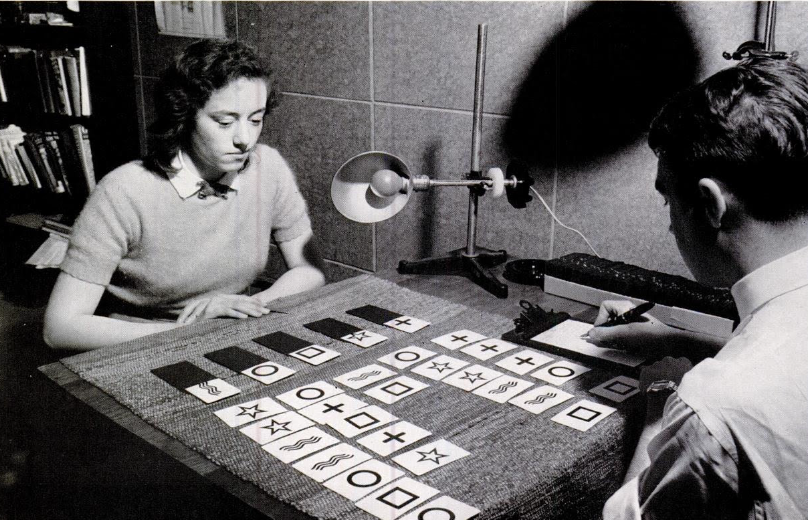
Експеримент із вгадування карт Зенера, 1940 рік

Екстрасенсо́рне сприйняття (екстрасенсо́рика) (від лат. extra — «над» та лат. sensus — «відчуття») — у парапсихології, форми сприйняття, які використовують невідомі органи чуття та/або мало вивчені механізми сприйняття. Зазвичай під екстрасенсорикою об'єднуються телепатія, психометрія, ясновидіння, передбачення та ретрокогніція. Людина, що володіє екстрасенсорним сприйняттям, називається екстрасенсом.

## Історія терміна
Термін впровадив американський ботанік і парапсихолог Джозеф Бенкс Рейн. У 1920-их роках він здійснював експерименти із вгадування піддослідними прихованих зображень і виявив, що відсоток вгадувань вищий, ніж очікувалося. Виходячи з цього, Рейн припустив, що у деяких людей існує надчуттєве (екстрасенсорне) сприйняття. В 1934 році він видав книгу «Екстрасенсорне сприйняття» (Extra-Sensory Perception), звідки термін пішов в ужиток.

## Природа екстрасенсорного сприйняття
Поширеним паранауковим поясненням роботи екстрасенсорики є біополе — сукупність фізичних полів, генерованих організмом — відомих (електричне, електромагнітне) чи невідомих. Воно начебто зазнає змін при контакті з об'єктами, що деякі люди здатні відчувати.
Раціональніші пояснення базуються на припущенні про використання екстрасенсами неочевидних, але звичайних відчуттів. Наприклад, об'єкти різного кольору по-різному відбивають тепло і це дозволяє визначити їх колір із заплющеними очима. Також поясненням екстрасенсорики слугує особиста аномально висока чутливість. Так, деякі люди в силу дефектів ока здатні сприймати ультрафіолетове випромінювання.

## Види екстрасенсорного сприйняття
Головними видами екстрасенсорики виділяються:
- Телепатія — здатність відчувати психічні процеси й стани (думки, емоції) іншої людини крізь перепони, на відстані чи без застосування звичайних способів спілкування.
- Ясновидіння — відчуття крізь перепони, на відстані або без застосування звичайних органів чуттів подій, станів неживих об'єктів чи фізіологічних процесів і станів істот. Іноді до ясновидіння відносять передбачення майбутніх подій.
- Ретрокогніція — відчуття минулих подій, станів без їх попереднього знання[6][7].

Якщо для телепатії, ясновидіння чи ретрокогніції застосовуються предмети-посередники, то така екстрасенсорика називається психометрією.
Особливим видом екстрасенсорики іноді називається шкірно-оптичне бачення — сприйняття форм і кольору шкірними рецепторами. Активно досліджувалося в 1960-і роки та тривалий час вважалося доведеним. Станом на початок XXI століття вважається спростованим у колишньому розумінні, проте часом обґрунтовується сприйняттям інфрачервоного випромінювання.
З екстрасенсорикою нерідко пов'язується психокінез — вплив на об'єкти силою думки, з огляду на те, що дії такого роду вимагають особливо глибокого відчуття контрольованого об'єкта.

## Критика
Екстрасенсорні здібності часто приписують собі шахраї з метою переконати жертв віддати їм гроші чи інші цінності в обмін на фальшиві послуги. Дослідження екстрасенсорики критикуються головним чином за нечистоту експериментів: відсутність стандартизованого обладнання, чіткої методології, вкрай рідкісне проведення повторних експериментів і порівняння досліджуваних груп людей з контрольними групами. Висновки досліджень екстрасенсорики зазвичай не пропонують розвитку якої-небудь теорії чи практичного використання отриманих результатів. Таким чином гадані підтвердження існування екстрасенсорного сприйняття лишаються в межах похибки, або є самі по собі хибними висновками.
Національна академія наук США у 1988 році постановила, що за 130 років спостережень не було знайдено доказів реальності екстрасенсорики.